# Burkhard Kurth

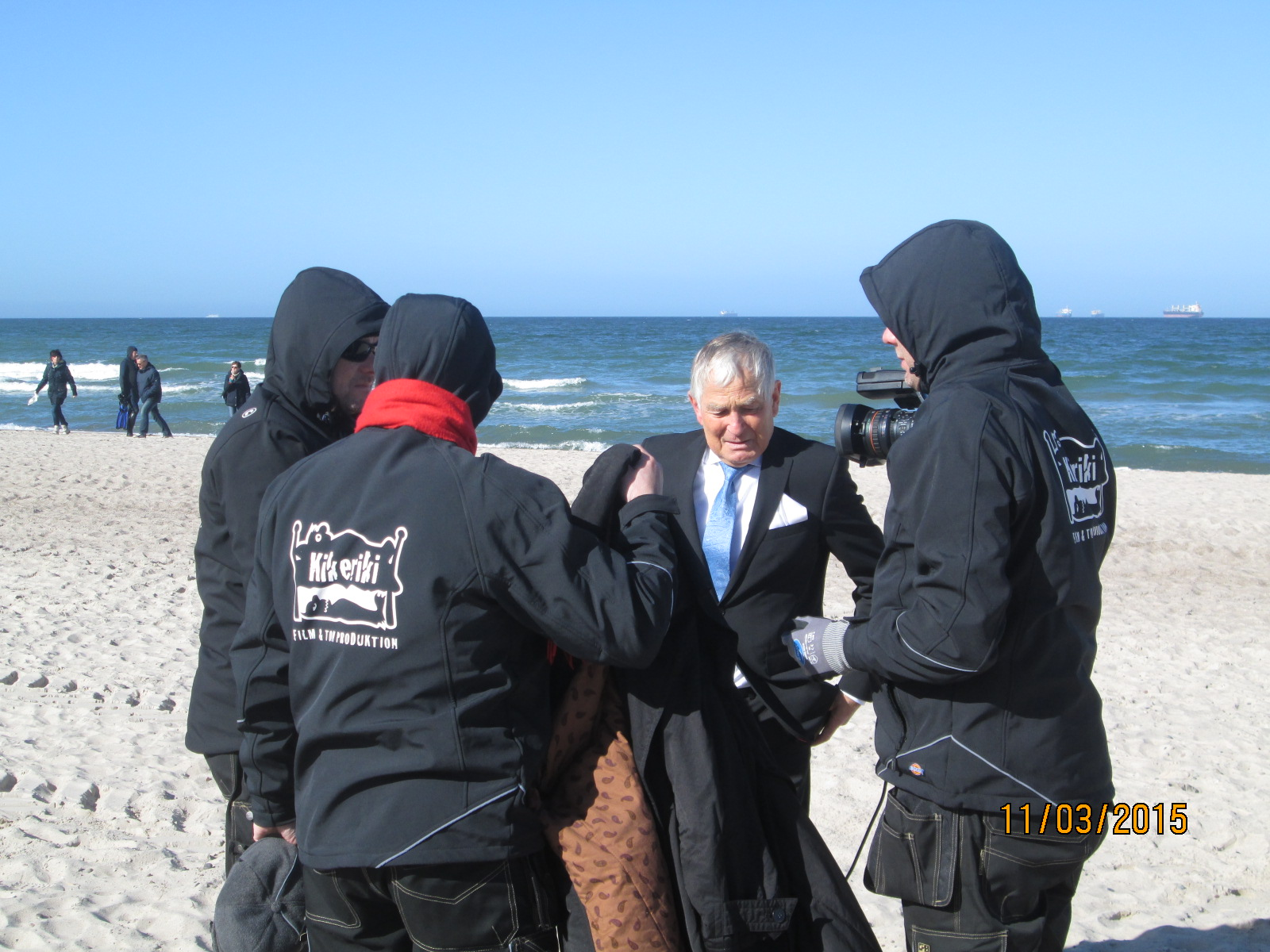
Burkhard Kurth bei den Dreharbeiten zum Tagungsfilm Hotel Neptun am Strand von Warnemünde

Burkhard Kurth (* 10. Oktober 1943; † 10. Mai 2015) war ein deutscher Schauspieler.

## Werdegang
1962 legte Kurth sein Abitur an der Sportschule Magdeburg ab. Anschließend studierte er ab 1963 an der Hochschule für Verkehrswesen in Dresden, die er 1969 als Diplom-Ingenieur abschloss. Von 1970 bis 1973 besuchte er die Staatliche Schauspielschule Rostock, danach absolvierte er von 1973 bis 1978 noch ein Fernstudium der Theaterwissenschaften an der Hochschule „Hans Otto“ Leipzig.
Sein Sohn Julius spielte von 2003 bis 2008 ebenfalls bei den Störtebeker-Festspielen mit.
Am 10. Mai 2015 verstarb Burkhard Kurth.

## Theater
- 1974: Corage als Feldkoch
- 1975: Sommernachtstraum als Theseus
- 1976: Leonce und Lena als Schulmeister
- 1976: Biberpelz als J. Wolff
- 1978: Karriere als Gutsbesitzer
- 1979: Kleinbürgerhochzeit als Bräutigam
- 1981: Störtebeker als Wigbold
- 1993–2008: Störtebeker-Festspiele in diversen Rollen
- 1995/1996: Sind Sie der Ehemann als Steve
- 1996/1997: Gerüchte, Gerüchte als Ken Norman
- 2011–2013: Leuchtturmwärter Schilling als Leuchtturmwärter Schilling (Kultursommer Kap Arkona)
- 2012: Timpe Tee als Erzähler, Geldhai (Kultursommer Kap Arkona)
- 2013: Ausser Rand und Strand als Moderator, General (Kultursommer Kap Arkona)

## Filmografie
- 1975: Unerwarteter Besuch
- 1977: Rund ums Bett
- 1977: Hochhausgeschichten
- 1980: Polizeiruf 110: Zeugen gesucht (Fernsehreihe)
- 1980: Karlchen durchhalten
- 1981: Polizeiruf 110: Harmloser Anfang (Fernsehreihe)
- 1981: Das Fahrrad
- 1981: Der Fall Detlev Kamrath
- 1982: Wo warst du heute Nacht Adam
- 1982: Sachsens Glanz und Preußens Gloria (Fernsehmehrteiler)
- 1983: Die Leute von Züderow
- 1984: Schauspielereien (Fernsehserie)
- 1996: Unter uns
- 1999: Gute Zeiten, schlechte Zeiten
- 2006: Sind Sie Arzt
- 2015: Tagungsfilm Hotel Neptun (Kikeriki Film)